# Mattlandet
Mattlandet (finska: Majakkasaari,) är en ö i Finland. Den ligger i Finska viken och i kommunen Borgå i den ekonomiska regionen  Borgå i landskapet Nyland, i den södra delen av landet. Ön ligger omkring 24 kilometer öster om Helsingfors. På ön står Söderskärs fyr.
Öns area är 2,4 hektar och dess största längd är 250 meter i öst-västlig riktning.

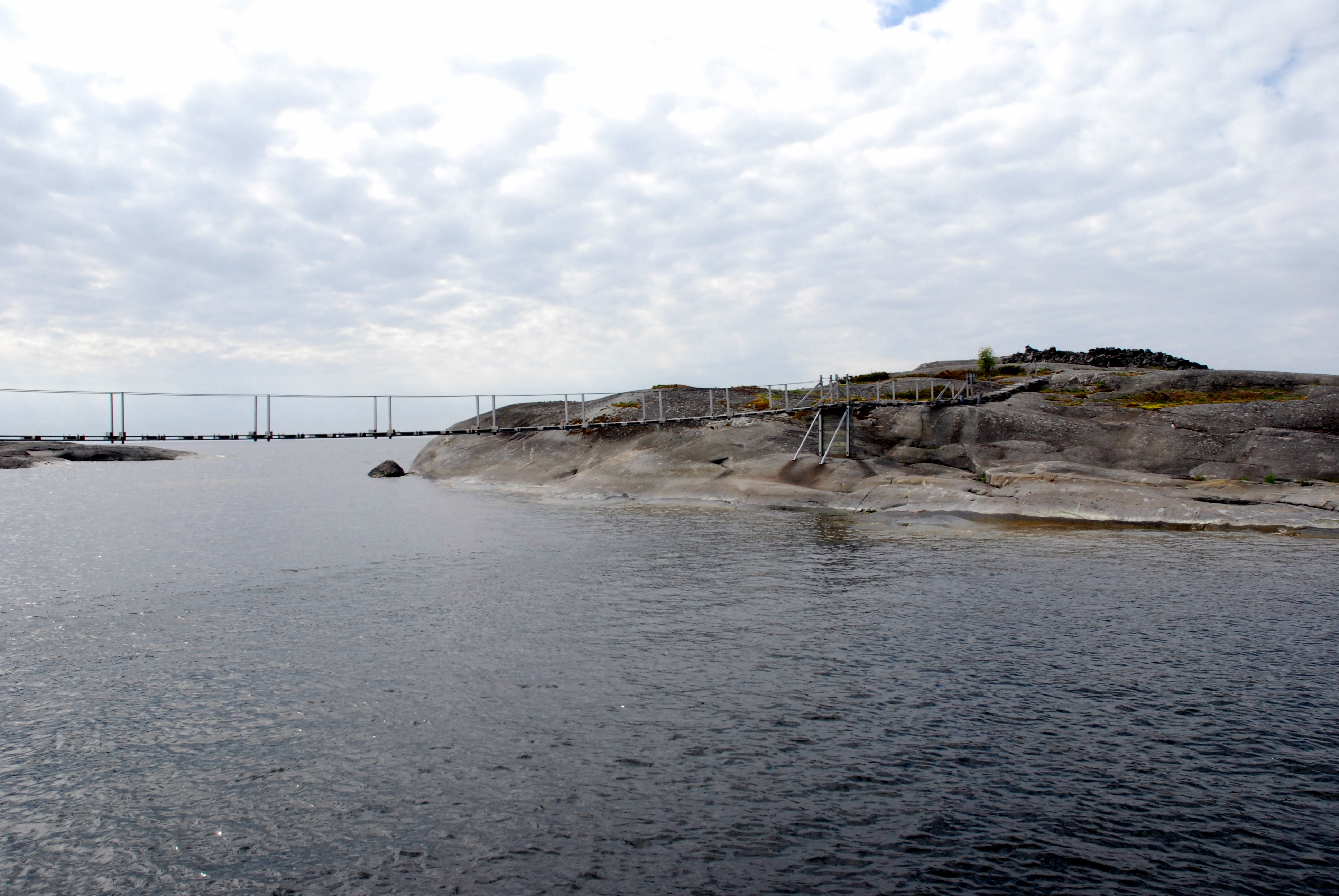
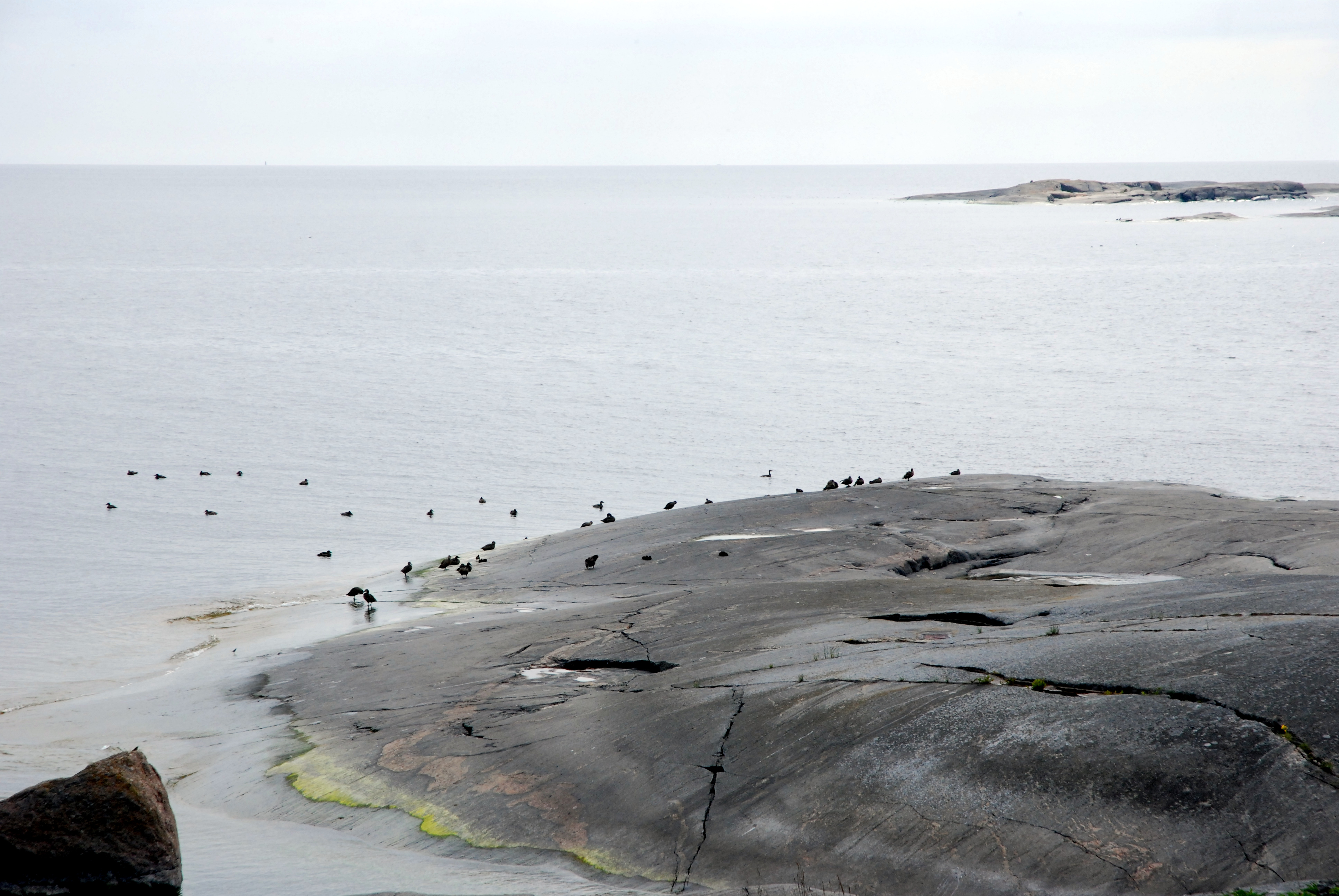